# Петроград (Алтайский край)
Петроград — исчезнувший поселок в Змеиногорском районе Алтайского края, располагался на территории современного Никольского сельсовета. Точная дата упразднения не установлена.

## География
Располагался на реке Поперечная, в 3,5 км к юго-западу от поселка Варшава.

## История
Основан в 1918 г. В 1928 г. состоял из 85 хозяйств. Центр Петроградского сельсовета Рубцовского района Рубцовского округа Сибирского края. В 1931 г. состоял из 76 хозяйств, центр сельсовета Рубцовского района.

## Население
По переписи 1926 г. в поселке проживало 503 человека (252 мужчины и 251 женщина), основное население — русские. В 1931 г в поселке проживало — 387 человек.